# Фурукава, Сатоси
Сатоси Фурукава (яп. 古川 聡 Фурукава Сатоси, род. 4 апреля 1964, Иокогама) — японский хирург, 523-й космонавт мира, 9-й космонавт JAXA. В 2011 году совершил космический полёт на ТПК «Союз ТМА-02М» продолжительностью более 167 суток.
26 августа 2023 года стартовала в составе экипажа миссии SpaceX Crew-7 в качестве специалиста полёта американского частного многоразового космического корабля Crew Dragon компании SpaceX c помощью тяжелой ракеты-носителя Falcon 9 к Международной космической станции. Участник космических экспедиций МКС-69/МКС-70. 12 марта 2024 года после 199-суточной экспедиции в космос корабль вернулся на Землю. 

## Биография
Фурукава родился в городе Иокогама, префектура Канагава. В 1983 году он окончил школу Эйко в городе Камакура. В 1989 году получил в Токийском университете докторскую степень по медицине, а в 2000 году — учёную степень PhD в области медицинских наук. С 1989 по 1999 год он работал на факультете хирургии Токийского университета, а также в отделении анестезиологии больницы токийских железных дорог, отделении хирургии больниц префектуры Ибараки и станции Сакурагаока. Фурукава женат и имеет двух детей. Увлечения: музыка, бейсбол, математика, боулинг, путешествия. Радиолюбитель с позывным KE5DAW.

### Космическая подготовка
В феврале 1999 года он вошёл в число трёх кандидатов от Японии для полёта на МКС. Тренировки начались в апреле 1999 года, а в январе 2001 года Фурукава был признан годным к космическому полёту. С апреля 2001 года он участвует в углублённых тренировках и в работе по поддержанию работоспособности модуля «Кибо». В мае 2004 года он завершил подготовку на первого бортинженера корабля Союз-ТМА, которая проходила в ЦПК в Звёздном городке. В июне 2004 года Фурукава прибыл в Космический центр имени Линдона Джонсона, где к февралю 2006 года завершил подготовку по программе НАСА.
С 2022 года проходит подготовку в качестве специалиста полёта корабля «Crew Dragon», запуск которого по программе SpaceX Crew-7 запланирован на август 2023 года.

### Первый полёт
7 июня 2011 года Фурукава, а также Сергей Волков и Майкл Фоссум, отправились в космос на корабле Союз ТМА-02М с космодрома Байконур в рамках миссий МКС-28 и МКС-29. 22 ноября корабль вернул экипаж на Землю.

### Второй полёт
26 августа 2023 года в 10:27 (мск) отправился на МКС в рамках миссии SpaceX Crew-7. Запуск космического корабля Crew Dragon (Endurance) с миссией SpaceX Crew-7 осуществлён с помощью ракеты-носителя Falcon 9 со стартовой площадки  SLC-40 «Мыс Канаверал» штат Флорида 26 августа 2023 года в 07:27 UTC<. 27 августа в 16:16 мск корабль Crew Dragon с экипажем миссии Crew-7 причалил к узловому модулю «Гармония» американского сегмента МКС. 
11 марта 2024 года в 15:20 UTC корабль миссии SpaceX Crew-7 отстыковался от станции и после 199-суточной экспедиции в космос вернулся на Землю с четырьмя членами экипажа 12 марта 2024 года в 09:47 UTC, приводнившись в Мексиканском заливе неподалёку от побережья штата Флорида.
Статистика
| # | Стартовый корабль         | Старт                 | Экспедиция      | Корабль посадки           | Посадка               | Налёт                       | Выходы в открытый космос | Время в открытом космосе |
| - | ------------------------- | --------------------- | --------------- | ------------------------- | --------------------- | --------------------------- | ------------------------ | ------------------------ |
| 1 | Союз ТМА-02М              | 07.07.2011, 20:12 UTC | МКС-28 / МКС-29 | Союз ТМА-02М              | 22.11.2011, 13:08 UTC | 167 суток 06 часов 12 минут |                          |                          |
| 2 | Crew Dragon SpaceX Crew-7 | 26.08.2023, 7:27 UTC  | МКС-69 / МКС-70 | Crew Dragon SpaceX Crew-7 | 12.03.2024, 12:47     | 199 суток 2 часа 19 минут   |                          |                          |
|   |                           |                       |                 |                           |                       | 366 суток 8 часов 31 минута |                          |                          |